# Chlorochaeta dialitha
Chlorochaeta dialitha är en fjärilsart som beskrevs av Reginald James West 1930.
Chlorochaeta dialitha ingår i släktet Chlorochaeta och familjen mätare. Inga underarter finns listade i Catalogue of Life.